# Demokratiske venstre
Demokratiske venstre ((græsk: Δημοκρατική Αριστερά (ΔΗΜΑΡ), Dimokratiki Aristera eller DIMAR) er et venstreorienteret parti i Grækenland. Ved parlamentsvalget i Grækenland den 6. maj 2012 fik partiet 6,1 % af stemmerne.
DIMAR opstod i juni 2010 ved deling af SYRIZA (Koalitionen af det radikale venstre) og partiet Synaspismos. Partiet er optaget af Demokratisk socialisme, en europæisk identitet, reformisme og økologisk bevidsthed.  
Partiet ønskede ved valget i maj 2012 at beholde Grækenland i EU og Eurozonen. Partiet var villig til at indgå i en koalition med PASOK og Nyt demokrati. Betingelsen var, at SYRIZA også skulle være med i koalitionen. Forhandlingerne førte dog ikke til en parlamentarisk regering. I stedet dannede Panagiotis Pikrammenos en teknokratregering den 17. maj 2012.

## Valgresultater
- maj 2012: (DIMAR) 386.263 stemmer, 6,11 procent, 19 mandater.
- juni 2012: (DIMAR) 385.079 stemmer, 6,25 procent, 17 mandater.
- januar 2015: (Prasinoi-DIMAR, dvs. Grønne og Demokratiske venstre) 30.068 stemmer, 0.49 procent, 0 mandater.
- september 2015: (Demokratisk Koalition, dvs.  PASOK og DIMAR) 341.390 stemmer, 6,28 procent, 17 mandater.